# 윤재용
윤재용(尹在龍, 1990년 ~ ) 은 KBO 리그 KIA 타이거즈의 투수이다.
동강대학교를 졸업하고 신고선수 신분으로 입단했다.
2013년~ 2015동안 양주시에 있는 군부대에서 포병으로 전역했다.
맞선임과 사이가 좋지않았다.

## 출신 학교
- 동강대학교